# Argi tidningar
Argi Tidningar var en dagstidning utgiven i Stockholm 1 maj 1771 till 18 december 1871. Devisen på titelbladet löd Laudatur ab his, culpatur ab illis. | Lectio lecta placet, decies repetita placebit
Tidningen var tvådagars utgiven onsdag och lördag med 4 sidor per nummer. Formatet kvarto bara 17 x 11,5 cm stort. Priset var 12 daler för en prenumeration, 6 öre kopparmynt per nummer. Sammanlagt kom 64 nummer a 256 sidor ochmed 12 sidor register.
Tryckt på Bokhandlaren B. Holméns bekostnad i Kungliga Finska Boktryckeriet från 1 maj 1771 till 26 juni 1771, sedan hos Wennberg och Nordström 3 juli 1771 till 14 december 1871 och slutligen av  P. Hesselberg 18 december 1771. Tidningen trycktes med frakturstil.

## Följdskrift
- Bref Ifrån en enfaldig laquaj til Författaren af Argi Tidningar. Stockholm, Wennberg och Nordström, År 1771. 4 s onumrerade., 4:o [Försvar för lakejer, hvilka i Argi Tidningar n:r 19 blifvit för sina laster illa åtgångna].[3]